# Adam Poniatowski
Adam Poniatowski herbu Szreniawa (zm. po 1666 roku) – chorąży mniejszy sieradzki w latach 1650–1666, stolnik sieradzki w latach 1649–1650.
Poseł sejmiku szadkowskiego na sejm koronacyjny 1649 roku, sejm 1649/1650 roku, sejm nadzwyczajny 1652 roku, sejm 1653 roku, sejm zwyczajny 1654 roku, sejm 1658 roku.